# Kethops utahensis
Kethops utahensis är en mångfotingart som först beskrevs av Chamberlin 1909.  Kethops utahensis ingår i släktet Kethops och familjen Scolopocryptopidae. Utöver nominatformen finns också underarten K. u. utahensis.